# Wilhelm Steinhaus
August Wilhelm Steinhaus (* 30. April 1884 in Barmen; † 22. August 1970 in Berlin) war ein Experte für physikalische Metallkunde.

## Leben und Wirken
Als Sohn des Rektors Wilhelm Steinhaus studierte August Wilhelm Steinhaus er von 1903 bis 1905 in Marburg Mathematik, Physik und Chemie und dann wohl weiter in Göttingen. Während seines Studiums wurde er Mitglied der Schwarzburgbund-Verbindungen Frankonia Marburg (1887) und Burschenschaft Germania Göttingen (1905). Um 1910 promovierte er mit Studien zum Problem der Zustandsgleichung.
Im Jahr 1912 wurde er an der Physikalisch-Technischen Reichsanstalt (PTR) wissenschaftlicher Mitarbeiter, 1924 Laborleiter, 1943 Abteilungsdirektor und 1945 kommissarischer Präsident. 1932 war kurzzeitig Robert Ochsenfeld sein Praktikant im Magnetischen Laboratorium. 1939 forschte er als Experte für Physikalische Metallkunde in Eckernförde zu Torpedopistolen (Torpedozünder).
1945 wurde Wilhelm Steinhaus Präsident des Deutschen Amtes für Maß und Gewicht und 1949 Titularprofessor. Seit Anfang 1955 war er korrespondierendes Mitglied der Akademie der Wissenschaften in Berlin.